# هيبوليتو ميخيا دومينيجيز
هيبوليتو ميخيا دومينيجيز (Hipólito Mejía) ولد في 22 فبراير 1941. هو الرئيس رقم 51 لجمهورية الدومنيكان.

## روابط خارجية
- هيبوليتو ميخيا دومينيجيز على موقع الموسوعة البريطانية (الإنجليزية)
- هيبوليتو ميخيا دومينيجيز على موقع مونزينجر (الألمانية)